# Scopula moorei
Scopula moorei är en fjärilsart som beskrevs av Everard Charles Cotes och Swinhoe 1888. Scopula moorei ingår i släktet Scopula och familjen mätare. Inga underarter finns listade.